# Șehîni, Mostîska
Șehîni (în ucraineană Шегині) este localitatea de reședință a comunei Șehîni din raionul Mostîska, regiunea Liov, Ucraina.

## Demografie
Componența lingvistică a localității Șehîni
     Ucraineană (96,18%)
     Rusă (1,91%)
     Alte limbi (0,45%)
Conform recensământului din 2001, majoritatea populației localității Șehîni era vorbitoare de ucraineană (96,18%), existând în minoritate și vorbitori de rusă (1,91%) și polonă (1,45%).